# Großraming
Großraming osztrák község Felső-Ausztria Steyrvidéki járásában. 2019 januárjában 2674 lakosa volt. 

## Elhelyezkedése

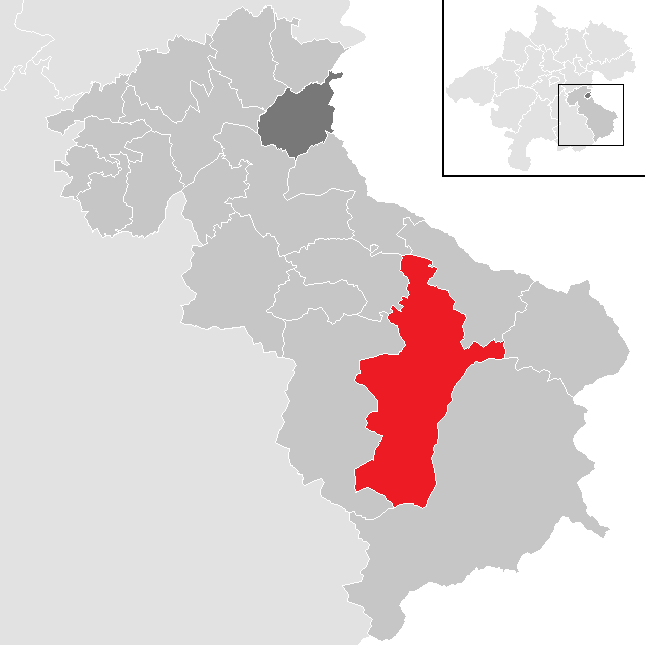
Großraming a Steyrkörnyéki járásban

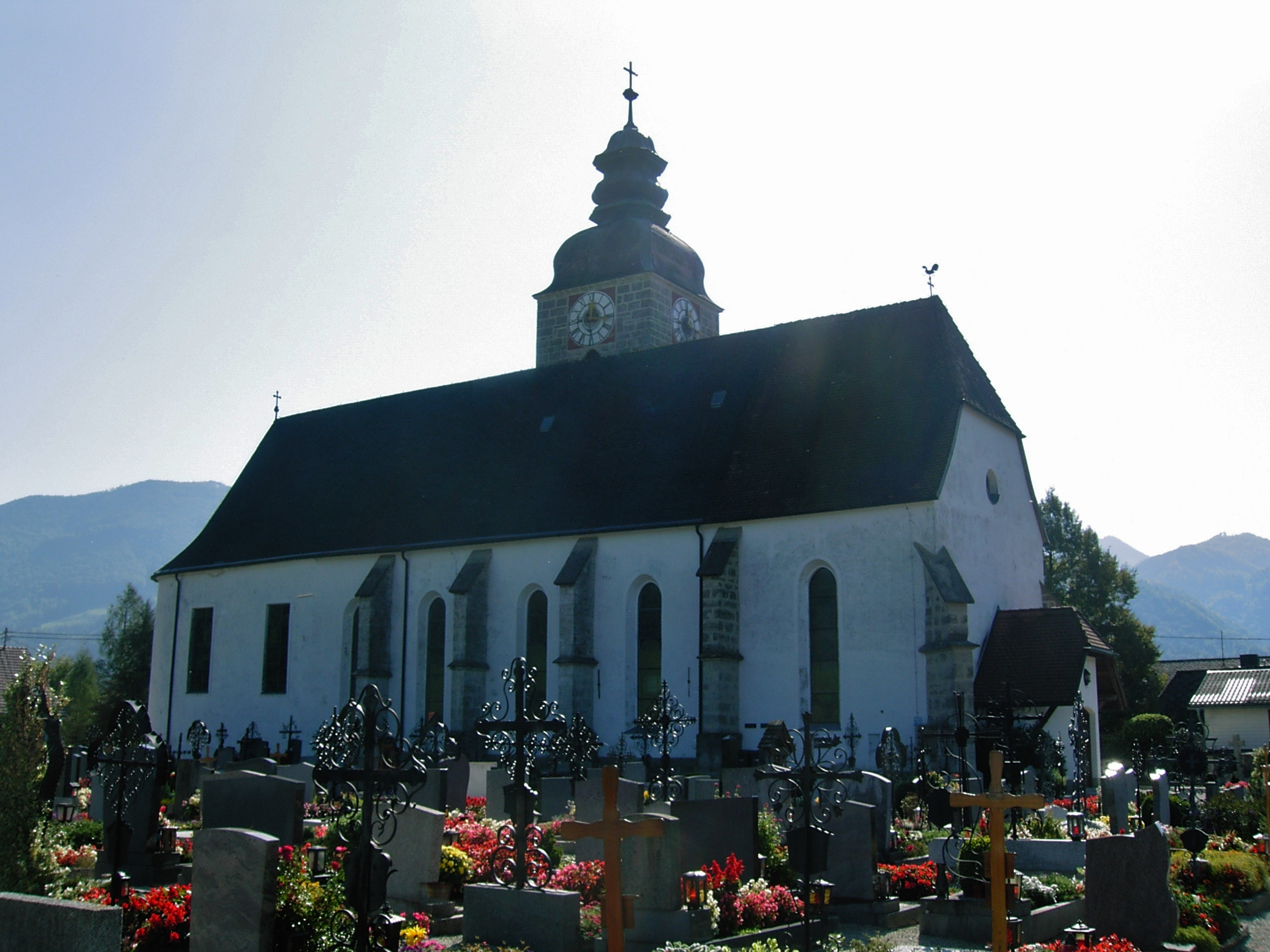
A Szt. Jakab-plébániatemplom

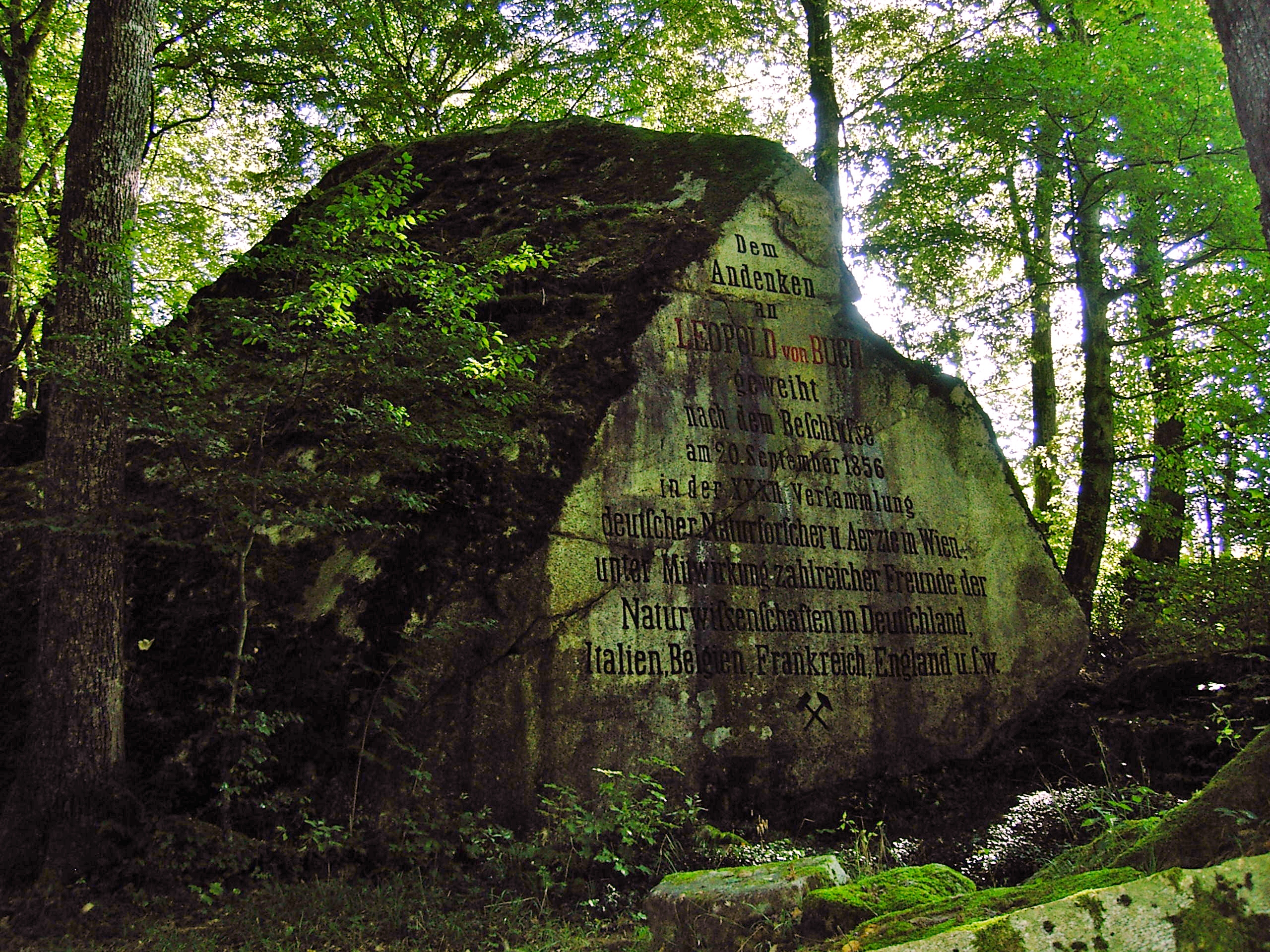
A Buch-emlékmű

Großraming a tartomány Traunviertel régiójában fekszik az Ennstali Elő-Alpokban, az Eisenwurzen tájegységen belül, az Enns és a Neustiftbach folyók találkozásánál. Területének 70,9%-a erdő, 23% áll mezőgazdasági művelés alatt. Legmagasabb pontja az 1513 méteres Almkogel. Az önkormányzat 8 településrészt illetve falut egyesít: Großraming (1085 lakos 2019-ben), Neustiftgraben (260), Pechgraben (251), Rodelsbach (80), Lumplgraben (646), Brunnbach (84), Hintstein (215) és Oberplaißa (53). 
A környező önkormányzatok: északra Sankt Ulrich bei Steyr, északkeletre Maria Neustift, keletre Gaflenz, délkeletre Weyer, nyugatra Reichraming, északnyugatra Laussa. 

## Története
Großraming területe a 12. századig a Bajor Hercegség keleti határvidékéhez tartozott, ekkor azonban Ausztriához került. Jelentős betelepülésre 1200-1300 között került sor, de 1200-ban már állt az első fatemploma. 1392-ben önálló egyházközséggé vált. 1490-től az Enns fölötti Ausztria hercegségének a része. 1513-ban elkészült a gótikus stílusú kőtemplom, amelyet 1707-ben keleti irányban barokk stílusban kibővítettek (a legújabb – nyugati irányú – bővítésre 1936-ban került sor). A falu gazdaságában nagy szerepet játszott a stájer bányákból érkező vasérc feldolgozása, illetve ehhez kapcsolódóan a fakitermelés és a szénégetés.  
A napóleoni háborúk során Großramingot több alkalommal megszállták. 1869-ben a vasút (a Rudolfsbahn) Großramingot is elérte.
A köztársaság 1918-as kikiáltása után a község Felső-Ausztria tartományhoz került. Miután a Német Birodalom 1938-ban bekebelezte Ausztriát, az Oberdonaui gauba sorolták be. Itt épült a mauthauseni koncentrációs tábor egyik altábora. A foglyokat a ennsi vízierőmű, valamint hidak és házak építéséhez osztották be. A második világháború végén az amerikai és szovjet csapatok az Ennsnél találkoztak és másfél hónapig (1945 június végéig) a falu északi részét a Vörös Hadsereg, a délit az amerikaiak szállták meg. A megszállási zónák elosztásakor ezután Großraming az amerikaiba került, egészen 1955-ig. 

## Lakosság
A großramingi önkormányzat területén 2019 januárjában 2674 fő élt. A lakosságszám 1971 óta csökkenő tendenciát mutat. 2017-ben a helybeliek 96,6%-a volt osztrák állampolgár; a külföldiek közül 0,8% a régi (2004 előtti), 0,6% az új EU-tagállamokból érkezett. 0,3% a volt Jugoszlávia (Szlovénia és Horvátország nélkül) vagy Törökország, 1,7% egyéb országok polgára volt. 2001-ben a lakosok 94,9%-a római katolikusnak, 1% mohamedánnak, 2,4% pedig felekezeten kívülinek vallotta magát. Ugyanekkor két magyar élt a községben.
A népesség változása:

| 2016 | 2 732 |
| 2018 | 2 702 |

## Látnivalók
- a Szt. Jakab-plébániatemplom
- a brunnbachi Szent család-templom
- a Leopold Buch geológus emlékműve
- a Knappenweg tanösvény a szénbányászok életét mutatja be

## Testvértelepülések
- Aicha vorm Wald (Németország)

## Fordítás
- Ez a szócikk részben vagy egészben  a   Großraming című német Wikipédia-szócikk ezen változatának fordításán alapul.  Az eredeti cikk szerkesztőit annak laptörténete sorolja fel. Ez a jelzés csupán a megfogalmazás eredetét és a szerzői jogokat jelzi, nem szolgál a cikkben szereplő információk forrásmegjelöléseként.